# Fiul lui Frankenstein
Fiul lui Frankenstein (titlu original: Son of Frankenstein) este un film de groază american din 1939 regizat de Rowland V. Lee. În rolurile principale joacă actorii  Basil Rathbone, Boris Karloff, Béla Lugosi și Lionel Atwill. Este al treilea film din seria Universal Frankenstein după Frankenstein (1931) și Mireasa lui Frankenstein (1935) și primul film care nu este regizat de James Whale.

## Prezentare
Au trecut ani de la evenimentele din Mireasa lui Frankenstein. Baronul Wolf von Frankenstein (Basil Rathbone), fiul lui Henry Frankenstein (creatorul Monstrului), se mută cu soția sa Elsa (Josephine Hutchinson) și cu tânărul său fiu Peter (Donnie Dunagan), în castelul familiei din satul omonim. Wolf vrea să refacă reputația tatălui său, dar constată că o astfel de misiune va fi mai grea decât a crezut inițial după ce se lovește de ostilitatea sătenilor. În afară de familia sa, singurul prieten al lui Wolf este polițistul local, Inspectorul Krogh (Lionel Atwill), care are un braț artificial după ce brațul său real a fost "smuls din rădăcini" atunci când era copil și s-a întâlnit cu Monstrul.
În timp ce investighează castelul tatălui său, Wolf se întâlnește în cele din urmă cu Ygor (Béla Lugosi), un fierar dement, care a supraviețuit unei tentative de spânzurare și are gâtul deformat din această cauză. Wolf găsește corpul aflat în comă al Monstrului în cripta în care bunicul și tatăl său au fost îngropați. Pe sicriul de piatră al tatălui său este scris cu creta "Henrich von Frankenstein: Creator de Monștri". El decide să reînvie Monstrul pentru a dovedi lumii că tatăl său a avut dreptate și pentru a reface onoarea familiei sale. Wolf, cu ajutorul unei torțe, șterge cuvântul "Monștri" de pe sicriu și scrie "Oameni" în locul său. După ce Monstrul (Boris Karloff) este reînviat, acesta răspunde doar la comenzile lui Ygor și comite o serie de crime la comanda lui, victimele fiind jurații din procesul care a dus la spânzurarea lui Ygor. Wolf descoperă acest lucru și îl înfruntă pe Ygor, sfârșind prin a-l împușca pe Ygor care pare a deceda. Monstrul găsește corpul lui Ygor și-l răpește pe Peter drept răzbunare. Cu toate acestea, Monstrul nu poate ucide copilul. Când faptele sale sunt descoperite, Krogh și Wolf urmăresc Monstrul în laboratorul din apropiere. Aici are loc o luptă, Monstrul smulge brațul fals al lui Krogh, în timp ce Wolf, agățat de o frânghie, împinge Monstrul într-o groapă cu sulf topit aflată în laborator, salvându-și fiul.
Filmul se încheie în timp ce tot satul s-a adunat la plecarea  familiei Frankenstein cu trenul pentru a-i ridica moralul. De asemenea, Krogh are un nou braț fals. Wolf lasă sătenilor cheile castelului Frankenstein.

## Distribuție

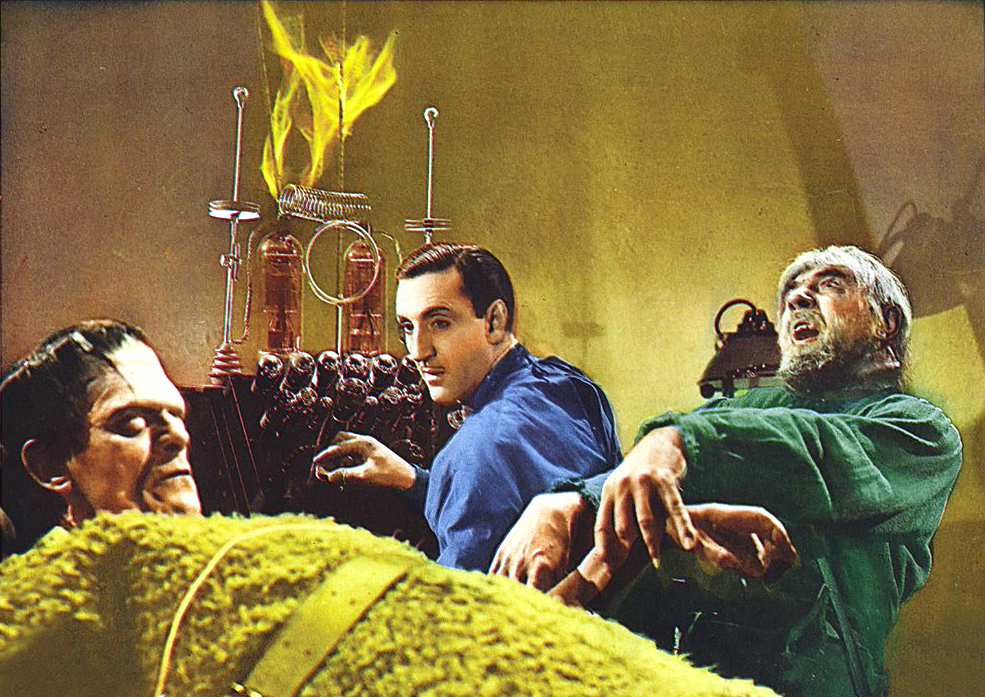

- Basil Rathbone ca Baron Wolf von Frankenstein
- Boris Karloff ca Monstrul lui Frankenstein
- Béla Lugosi ca Ygor
- Lionel Atwill ca Inspector Krogh
- Josephine Hutchinson ca Elsa von Frankenstein
- Donnie Dunagan ca Peter von Frankenstein
- Emma Dunn ca Amelia
- Edgar Norton ca Benson
- Perry Ivins ca Fritz
- Lawrence Grant ca Burgomaster
- Lionel Belmore ca [Emil] Lang
- Michael Mark ca Ewald Neumüller
- Caroline Frances Cooke ca Mrs. Neumüller
- Gustav von Seyffertitz ca Burgher
- Lorimer Johnston ca Burgher

## Primire

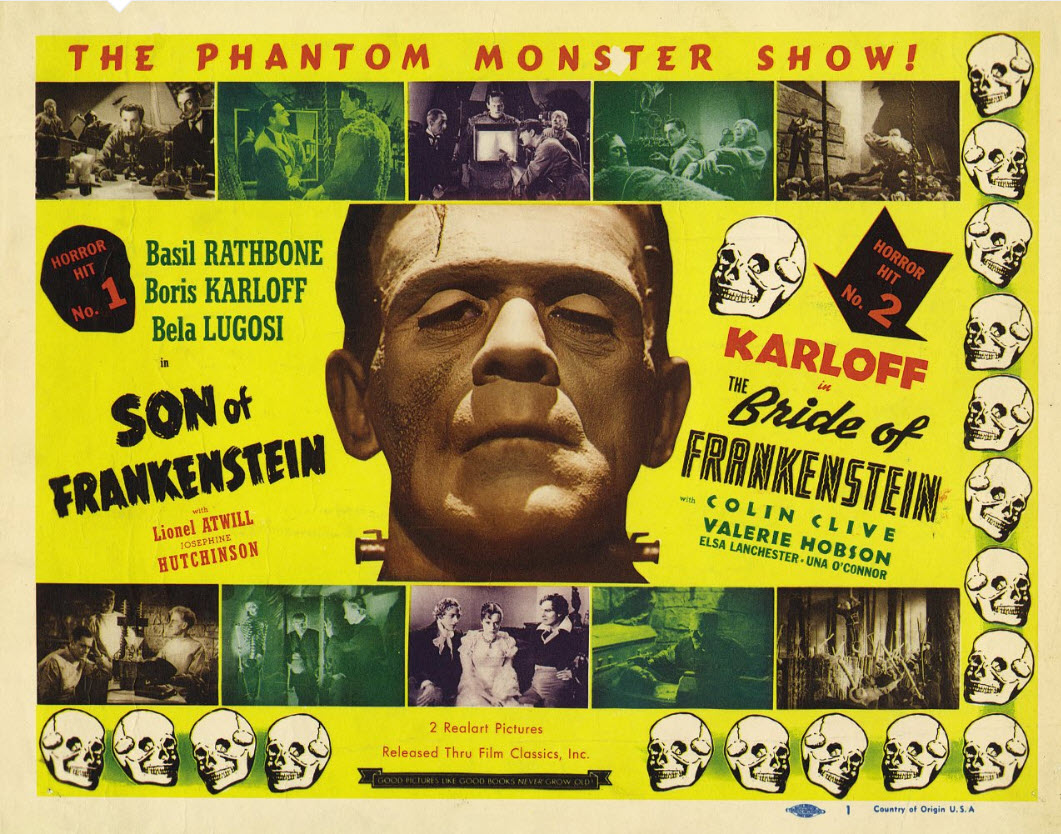
Phantom Monster Show - Bride of Frankenstein & Son of Frankenstein

Filmul a fost un mare succes și a ajutat Universal Studios să aibă profit din nou.
După succesul fenomenal al filmului Fiul lui Frankenstein, Karloff a decis să nu mai joace în rolul Monstrului, având sentimentul că Monstrul este din ce în ce mai puternic afectat de diferite glume. De asemenea, Fiul lui Frankenstein este ultimul film "A" din seria Universal cu filme Frankenstein; studioul, mai târziu, trecând la realizarea unor filme "B" începând cu Fantoma lui Frankenstein în 1942 (în care Lon Chaney, Jr. a preluat rolul Monstrului iar Lugosi a reapărut ca Ygor), Frankenstein contra Omul-Lup (1943) (în care Lugosi va interpreta rolul Monstrului); în timp ce Karloff va juca din nou în franciza Frankenstein dar în rolul unui alt personaj: în 1944 în Casa lui Frankenstein. Karloff nu a mai apărut în rolul Monstrului până la un episod din serialul de televiziune Ruta 66 din anii 1960.
Ca și Karloff, regizorul primelor două filme ale seriei, James Whale s-a aflat într-o criză și nu a dorit să facă alte filme de groază. Prin urmare, Universal l-a ales pe Rowland V. Lee pentru a regiza Fiul lui Frankenstein. Filmul lui Lee explorează teme dramatice ca: familia, securitate, izolare, responsabilitate și relațiile tată-fiu. 